# Бонифаций III
Бонифаций III (лат. Bonifatius PP. III, в миру — Бонифачо Катодиочи, итал. Bonifacio Catodioci или Бонифаций Катодиоций, лат. Bonifatius Catodiocius; ?, Рим — 12 ноября 607) — папа римский с 19 февраля по 12 ноября 607 года. Несмотря на краткое правление, внёс значительный вклад в развитие католической церкви.

## Ранние годы
Бонифаций родился в Риме, и был сыном Иоанна Катадиоция, который, в свою очередь, имел греческие корни.

## Апокрисиарий (603-606)
Как диакон Бонифаций произвел впечатление на папу Григория I, который описал его как человека "испытанной веры и характера" и назначил его в 603 году апокрисиарием (легатом, по сути, папским нунцием) при императорском дворе в Константинополе. Это время было очень значимым для всей жизни Бонифация и стало временем его восхождения к папскому престолу.
Как апокрисиарий он много общался с императором Фокой и пользовался его уважением. Это помогло Бонифацию проявить себя при исполнении поручения папы Григория ходатайствовать перед императором от имени епископа Алкисона из Кассиопе на острове Керкира. Алкисон обнаружил, что его пост епископа узурпировал епископ Иоанна Эврия из Эпира, который бежал из своего дома вместе со своим духовенством, чтобы спастись от нападения славян и аваров. Иоанн, найдя приют на Коркире, не был доволен тем, что оказался в подчинении Алкисона, и загорелся идеей узурпировать епископскую власть. Обычно такое поведение было неприемлемым, но император Фока симпатизировал Иоанну и не собирался вмешиваться. Алкисон обратился к папе Григорию, который поручил решить эту проблему Бонифацию. В результате дипломатических маневров Бонифацию удалось примирить обе стороны и при этом сохранить доверие императора.

## Избрание
По смерти Сабиниана в феврале 606 года Бонифаций был избран его преемником, хотя его возвращение из Константинополя в Рим затянулось почти на год. Существует много споров по поводу, с чем было связано столь длинное "междуцарствие". Некоторые историки считают, что Бонифаций собирался завершить важные дела в Константинополе, но более широко распространено убеждение в том, что возникли проблемы с выборами. Сам Бонифаций, как полагают, настоял на выборах свободных и справедливых и, возможно, отказывался принять тиару, пока не убедился в том, что они были таковыми.

## Понтификат (607)
Бонифаций III сделал два существенных изменения в процедуре папских выборов. Во-первых, он запретил решать вопрос о новом папе при жизни старого под страхом отлучения от церкви. Во-вторых, подобные действия не могли отныне предприниматься и в течение 3 дней после погребения папы. Это говорит о том, что Бонифаций был серьезен в своем желании сохранить папские выборы свободными.
Другим его заметным действием стало получение от византийского императора Фоки признания первенства Римской кафедры над остальными. Это признание гарантировало, что звание "Вселенский патриарх" принадлежит исключительно епископу Рима и положило конец попыткам патриарха Кириака Константинопольского утвердиться в этом звании.
Бонифаций III был похоронен в базилике Святого Петра в Риме 12 ноября 607 года.